# Physaria vicina
Physaria vicina là một loài thực vật có hoa trong họ Cải. Loài này được (J.L. Anderson, Reveal & Rollins) O'Kane & Al-Shehbaz mô tả khoa học đầu tiên năm 2002.